# Jørn Neergaard Larsen

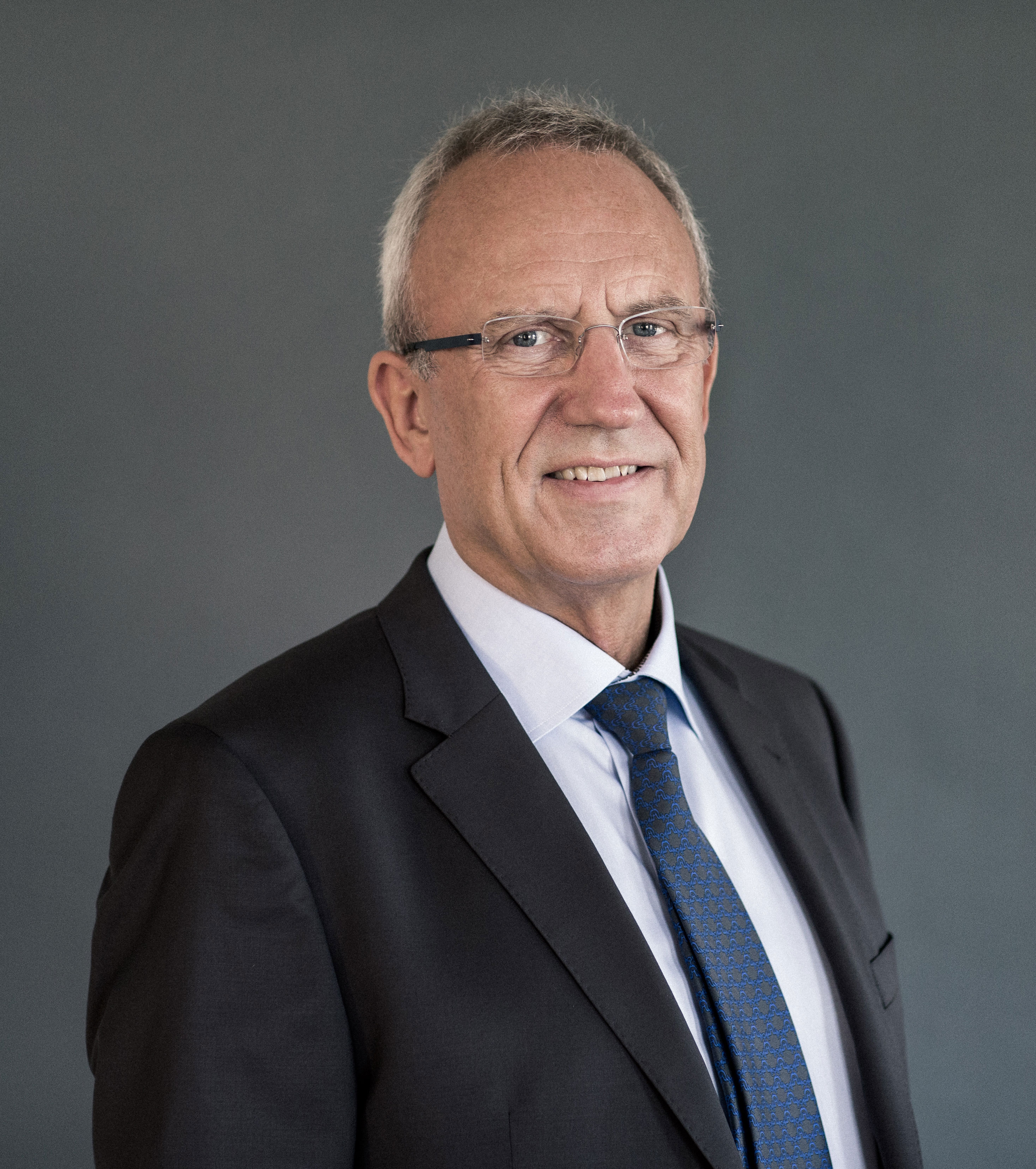
Jørn Neergaard Larsen, 2016

Jørn Neergaard Larsen (* 11. Februar 1949 in Nørre Vedby) ist ein dänischer Politiker der Partei Venstre und im Kabinett Lars Løkke Rasmussen II Arbeitsminister.

## Leben
Nach seiner Schulzeit studierte Jørn Neergaard Larsen an der Universität von Kopenhagen Rechtswissenschaften, das Studium schloss er 1975 mit dem Master ab. Danach arbeitete er zwei Jahre in der Verwaltung der Universität Roskilde, bevor er von 1977 bis 1982 in der Leitung des dänischen Umweltministeriums tätig war. Von 1982 bis 1996 war er Chef der Organisation DJØF, die sich für Rechtsanwälte und Jura-Studenten einsetzt sowie JØP, ein Pensionsfonds für Rechtsanwälte. Von 1996 bis 2015 saß er dem Verbund dänischer Angestellter vor. Zudem war er Mitglied in diversen Vorständen für Rechtsanwalts-Verbünde bzw. Pensionsfonds.
Seit dem 28. Juni 2015 ist er Arbeitsminister.